# Woody Shaw with Tone Jansa Quartet
Woody Shaw with the Tone Jansa Quartet je skupni studijski album ameriškega jazzovskega trobentača Woodyja Shawa in Tone Janša Quarteta, ki je izšel leta 1985 pri založbi Timeless Records. Album je bil posnet 3. aprila 1985 v Studiu 44 v nizozemskem mestu Monster.

## Sprejem
Kritik spletnega portala AllMusic, Steve Loewy, je v retrospektivni recenziji o albumu zapisal: »Tone Janša, močan tenor saksofonist, ki igra tudi sopranski saksofon in flavto, si deli prvo linijo s Shawom, oba pa izvedeta šest kompozicij Janše ob spremljavi Janševe ritem sekcije. Zdi se, da je Shawu popolnoma udobno z meoldijami, ki segajo vse od sizzlerjev do balad. Janša in Shaw se dobro ujemata, zdi pa se, da je Shaw navdihnjen z interakcijo. Bobnar Dragan Gajić ves čas igra na moč, pianist Renato Chicco in basist Peter Herbert pa igrata z močnim občutkom. Rezultati so presenetljivo prijetni in vse v tem bi moralo zadovoljiti ljubitelje trobentača.«

## Seznam skladb
Avtor vseh kompozicij je Tone Janša.
| Stran A | Stran A         | Stran A |
| Št.     | Naslov          | Dolžina |
| ------- | --------------- | ------- |
| 1.      | „Midi‟          | 5:53    |
| 2.      | „Boland‟        | 5:50    |
| 3.      | „Call Mobility‟ | 7:40    |

| Stran B | Stran B     | Stran B |
| Št.     | Naslov      | Dolžina |
| ------- | ----------- | ------- |
| 1.      | „River‟     | 8:16    |
| 2.      | „Folk Song‟ | 4:45    |
| 3.      | „May‟       | 8:20    |

## Zasedba
- Woody Shaw – trobenta, krilnica
- Tone Janša – tenor saksofon, sopran saksofon, flavta
- Renato Chicco – klavir
- Peter Herbert – bas
- Dragan Gajić – bobni